# Croton santisukii
Croton santisukii är en törelväxtart som beskrevs av Airy Shaw. Croton santisukii ingår i släktet Croton och familjen törelväxter. Inga underarter finns listade i Catalogue of Life.